# هانس-یورگن ویشنوسکی
هانس-یورگن ویشنوسکی (انگلیسی: Hans-Jürgen Wischnewski; زاده ۲۴ ژوئیهٔ ۱۹۲۲ – درگذشته ۲۴ فوریهٔ ۲۰۰۵) سیاست‌مدار اهل آلمان بود.
هانس-یورگن ویشنوسکی در ۲۴ فوریه ۲۰۰۵، در سن ۸۲ سالگی درگذشت.